# Luis Benvenuty
Luis Benvenuty Alcalde (Salamanca, 1974) es un sociólogo y periodista español.

## Biografía
Benvenuty nació en Salamanca pero se crio en Cádiz. Se licenció en Sociología y Ciencias políticas por la Universidad de Granada y obtuvo un máster en Periodismo por la Universidad de Barcelona. Ha sido corresponsal del diario La Vanguardia en la zona del Barcelonés Norte desde 2000 hasta 2014, y actualmente es redactor del suplemento Viure.
En 2008 publicó Mudanzas. Una crónica sobre la inmigración (RBA), una novela periodística sobre la inmigración del área metropolitana de Barcelona merecedora del Premio Josep Maria Huertas Claveria. Su último libro es Te van a coger (Carena, 2018), que sucede a Ojalá te suba todo (Carena, 2014).